# مکسول (تگزاس)
مکسول (به انگلیسی: Maxwell) یک منطقهٔ مسکونی در ایالات متحده آمریکا است که در شهرستان کالدول، تگزاس واقع شده‌است. مکسول ۱۸۱٫۹۷ متر بالاتر از سطح دریا واقع شده‌است.